# 完颜白撒
完颜白撒（12世紀—1233年），汉名承裔，金国後期宗室、大臣、將領。其弟完颜承麟。女真族。

## 生平
完颜白撒是金世祖完顏劾裏缽的后裔，自幼为奉御。金宣宗贞祐年间，为知临洮府事兼临洮泰州路兵马都总管。在西陲几十年，屡与宋、夏交战。兴定元年（1217年），为元帅左都监，在凤翔行帅府事。奉诏率军南下攻南宋，出巩州盐川，在皂郊堡、天水军击败宋兵。兴定二年（1218年），取西和州，毁宋军诸隘营屯。
兴定三年（1219年），破虎头关，于七盘子、鸡冠关败宋兵，取褒城县、兴元府、洋州等地。权参知政事，于平凉行省事。兴定四年（1220年），遣军在定西州击败西夏军三万。元光元年（1222年），在临洮踏南寺、大通城击败西夏兵。由于诸将之力，完颜白撒立有微功，但性情贪婪。金哀宗正大五年（1228年），召还开封府，拜为尚书右丞，升平章政事。正大九年（1232年）正月，三峰山之战金军完颜合达之部败绩，蒙古帝国军乘胜向汴京（今河南开封）推进。完颜白撒驻守卫州（今河南汲县），唯恐遭蒙古攻击，以掘黄河大堤保全自己。计划失败后，将士得生还者无几。蒙古兵赶到，遂弃卫奔汴。三月，京城被围，他主持汴京西南防务。以守城无方，被罢免。随从哀宗南迁，起为平章政事，权枢密副使、兼右副元帅。天兴二年（1233年），受命再攻卫州，听说蒙古军将至，即弃军逃还，仓惶护卫金哀宗弃汴京至归德府。
哀宗追究白撒战败的责任，受压抑的诸将向金哀宗控诉他。完颜白撒被逮捕下狱，永不录用，同时抄没其家产，赏赐将士，金哀宗希望诸将忠心为国家尽力，不要效法完颜白撒。完颜白撒被關在獄中，不得飲食七日而饿死。弟弟完颜承麟、儿子完颜狗儿被发配徐州安置。

## 延伸阅读
[在维基数据编辑]
 《金史·卷113》，出自脱脱《遼史》